# Milo Yiannopoulos
Milo Yiannopoulos (geboren als Milo Hanrahan, Kent, 18 oktober 1984) is een Britse journalist, schrijver, ondernemer en activist. Hij is een conservatief-libertariër. Yiannopoulos is een fervent aanhanger van de Amerikaanse president Donald Trump en werkte onder meer voor de conservatieve nieuwssite Breitbart.
Yiannopoulos wordt regelmatig geassocieerd met de Amerikaanse alt-rightbeweging, maar ontkent zelf deel uit te maken van die beweging. Hij zegt er slechts over te rapporteren en incidenteel mee op te trekken.
Zijn provocatieve uitlatingen over bijvoorbeeld homoseksualiteit, de islam en het feminisme hebben geleid tot controverses die deel uitmaken van de zogenaamde culture wars. Critici beschuldigen hem van racisme, vrouwenhaat en xenofobie en noemen hem een trol of een haatzaaier.

## Biografie
Yiannopoulos werd in 1984 in Griekenland geboren als zoon van een Griekse vader en een Britse moeder. Hij groeide op in een dorpje in het Engelse graafschap Kent. Zijn ouders scheidden niet lang na zijn geboorte en hij werd opgevoed door zijn moeder en een stiefvader, waarmee hij geen goede band had. In zijn tienerjaren woonde hij enige tijd bij zijn grootmoeder. Yiannopoulos ging naar school in Canterbury en studeerde aan de Universiteit van Manchester en aan de Universiteit van Cambridge, echter zonder af te studeren.
Aanvankelijk wilde hij als theatercriticus werken, maar hij verlegde zijn aandacht naar media en technologie. Hij werkte voor verscheidene media en debatteerde in diverse televisieprogramma's over onder meer homoseksualiteit, sociale media en feminisme. Eind 2011 lanceerde hij de journalistieke technologiesite The Kernel, die echter snel onder schulden gebukt ging. Hij verkocht de site in 2014, te midden van controverses over wanbetaling aan medewerkers.
Yiannopoulos speelde een rol in de eerste media-aandacht voor de onlinecampagne Gamergate in 2014, waarbij hij ageerde tegen diegenen die aandacht vroegen voor seksisme in videogames. In oktober 2015 trad Yiannopoulos in dienst bij de nieuwssite Breitbart, waarvoor hij de technologieredactie leidde. Medio 2016 werd hij definitief verbannen van Twitter wegens het aanzetten van een treitercampagne tegen actrice Leslie Jones, nadat hij al twee keer eerder tijdelijk was geschorst.
Yiannopoulos is praktiserend rooms-katholiek en openlijk homoseksueel. Desondanks vindt hij zelf dat homorechten schadelijk zijn voor de mensheid en dat homo's "terug in de kast" zouden moeten. In oktober 2017 trouwde hij, naar eigen zeggen, met zijn vriend in Hawaii.

### In opspraak
In februari 2017 kwam hij in opspraak omdat hij zich in positieve zin over pedofilie zou hebben uitgelaten. Ook billijkte Yiannopoulos de relatie die hij op zijn zeventiende had met een 29-jarige priester. Het kostte hem onder meer een spreekbeurt op de toonaangevende bijeenkomst Conservative Political Action Conference in Maryland. Op 21 februari 2017 nam hij vanwege de ophef ontslag bij Breitbart, maakte excuses voor een deel van zijn woorden en zei voor het overige deel 'verkeerd begrepen' te zijn.

### Dangerous Faggot Tour
Eind 2015 startte Yiannopoulos een tournee van spreekbeurten langs universiteiten in de VS en Groot-Brittannië, onder de naam "Dangerous Faggot Tour". In het Verenigd Koninkrijk werden de meeste voordrachten afgelast, terwijl ze in Amerika vrijwel altijd van soms hevige protesten vergezeld gingen. Begin februari 2017 braken er rellen uit op de campus van de Universiteit van Californië - Berkeley toen Yiannopoulos er zou komen spreken. Volgens de universiteit leed zij 100.000 dollar schade als gevolg van de rellen en de spreekbeurt werd afgelast. In een reactie via Twitter dreigde president Donald Trump de federale fondsen voor de universiteit te schrappen.
In mei 2017 kondigde Yiannopoulos een nieuwe tournee aan, onder de naam Troll Academy.

## Boeken
Onder het pseudoniem Milo Andreas Wagner publiceerde Yiannopoulos twee dichtbundels. Bij een daarvan, Eskimo Papoose uit 2007, kreeg hij kritiek omdat hij zonder bronvermelding regels uit de popmuziek en van televisie had hergebruikt. Hij reageerde daarop door te stellen dat het bewust was gedaan, bij wijze van satire.
Eind 2016 werd van Yiannopoulos een autobiografie aangekondigd, waarvoor uitgever Simon & Schuster reeds een voorschot zou hebben uitbetaald. Met de voorverkoop op basis van de aankondiging kwam het de bestseller-lijst van Amazon.com binnen. Het boek kon echter ook op weerstand rekenen, onder meer van The Chicago Review of Books, die aankondigde voorlopig geen boeken van Simon & Schuster meer te zullen bespreken vanwege het contract. In reactie op de ophef over de pedofilie-uitspraken schrapte de uitgever het boek op 20 februari 2017. In mei 2017 maakte Yiannopolous bekend het boek in eigen beheer uit te zullen brengen en Simon & Schuster voor een schadevergoeding van 10 miljoen dollar aan te klagen. In februari 2018 zag hij af van verdere actie tegen de uitgeverij en liet de rechtszaak vallen.
In twee recente publicaties neemt Yiannopoulos stelling in controverses die draaien om de positie van de Rooms-Katholieke kerk in de westerse wereld: Diabolical. How Pope Francis Has Betrayed Clerical Abuse Victims Like Me — And Why He Has To Go (2018). Het essay Middle Rages: Why The Battle For Medieval Studies Matters To America (2019) verscheen niet bij de voorgenomen uitgever, maar werd overgenomen door dangerous.com.
- Gemeinsame Normdatei: 1139069101
- International Standard Name Identifier: 0000 0004 9840 0749
- Library of Congress Control Number: no2017092545
- Nationale Bibliotheek van Tsjechië: jo20181016610
- Nationale Bibliotheek van Israël: 987012438472205171
- Nederlandse Thesaurus van Auteursnamen: 417369425
- Virtual International Authority File: 148148752053241200576
- WorldCat: E39PBJgRVKccY4t4Mv6kH7HcT3